# Jean-Baptiste-François Voisin
Jean-Baptiste-François Voisin, francoski general, * 1884, † 1966.